# Hetman polny litewski

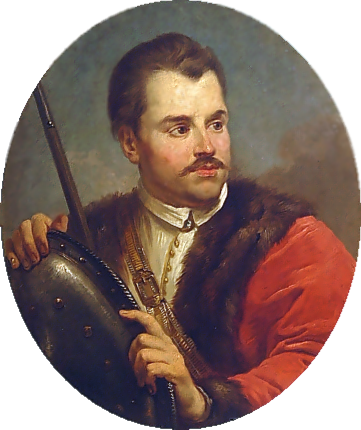
Roman Sanguszko

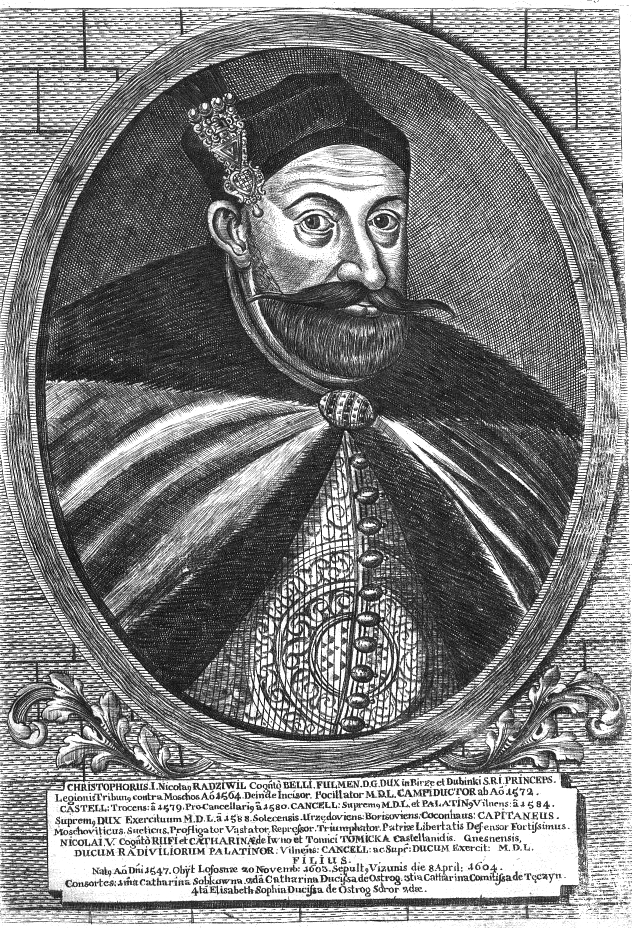
Krzysztof Radziwiłł Piorun

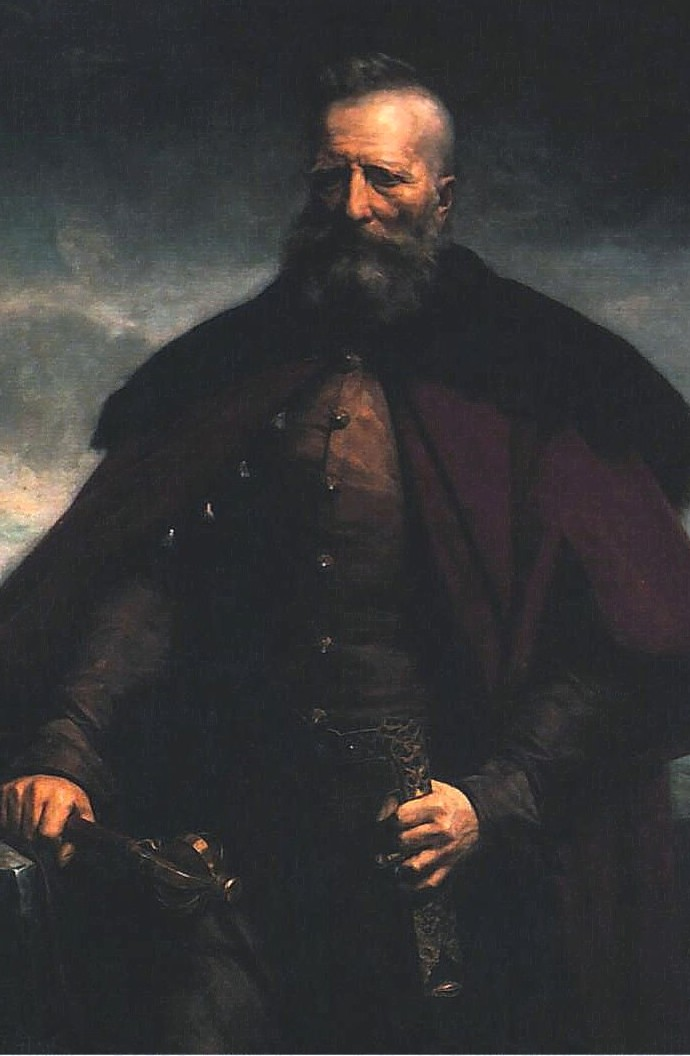
Jan Karol Chodkiewicz

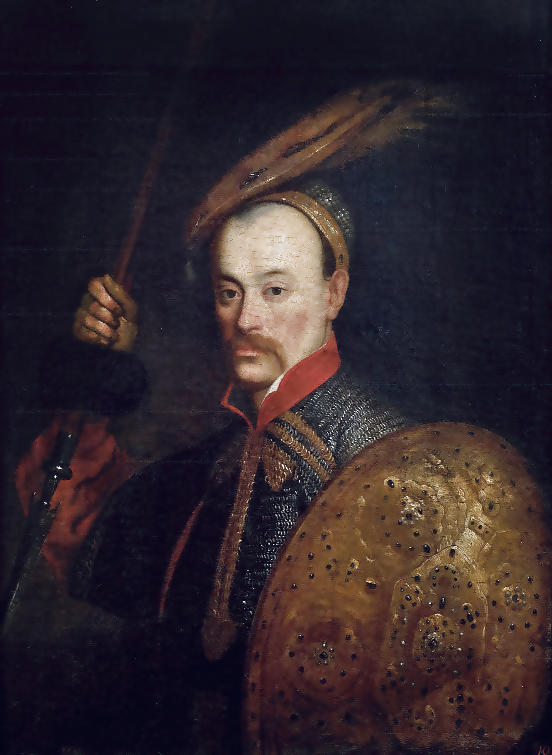
Wincenty Gosiewski

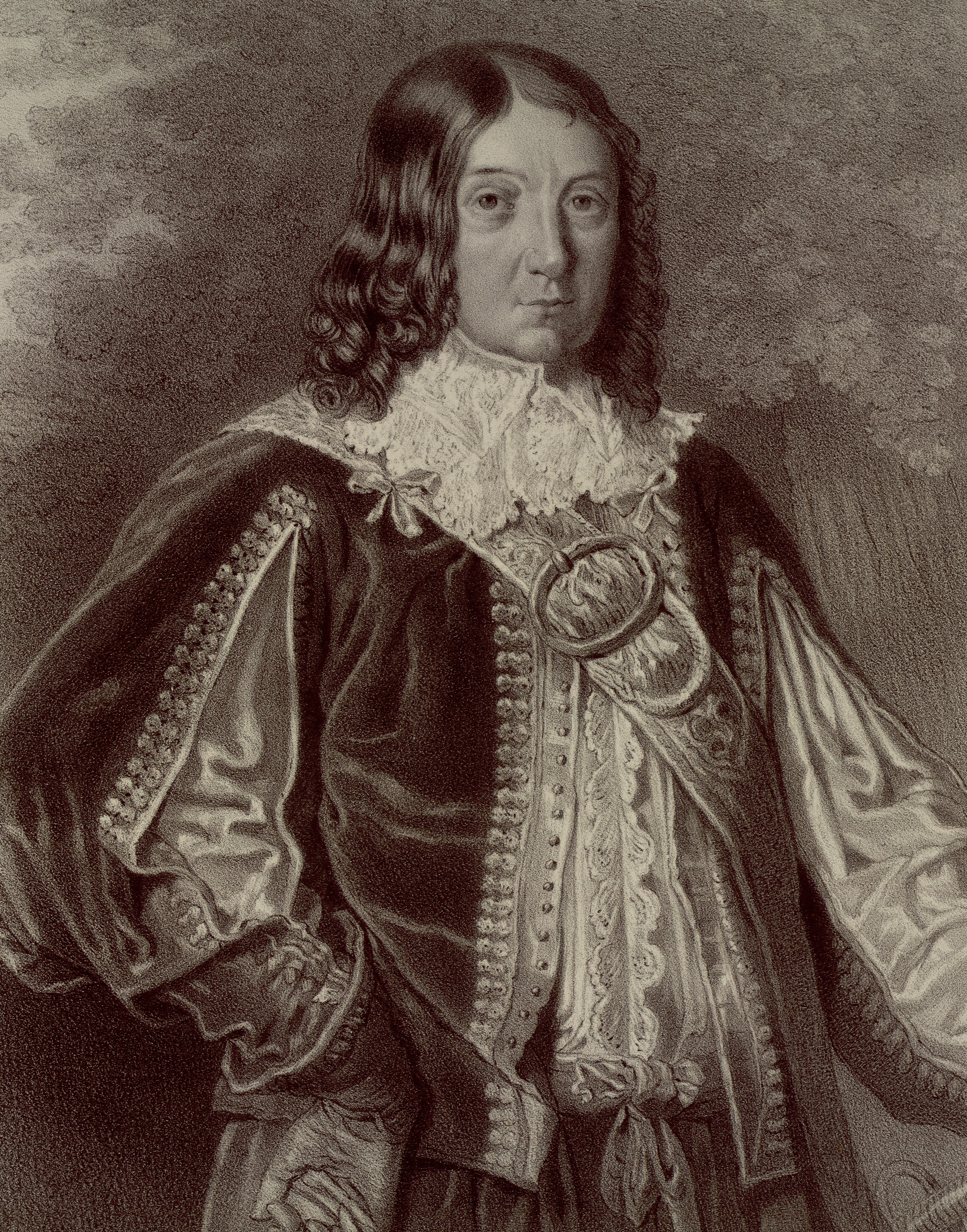
Michał Kazimierz Radziwiłł

Hetman polny litewski – jedna z najwyższych funkcji w wojsku w okresie Rzeczypospolitej Obojga Narodów.
Wkrótce po ustanowieniu instytucji hetmana, została ona podzielona na dwie funkcje o oddzielnych kompetencjach. Od 1579 tytuł hetmana stał się dożywotnim.
Hetman wielki w czasie pokoju pozostający przy dworze zajmując się ogólną administracją i strzegąc interesów wojska.
Hetman polny zwykle przebywał w polu z małymi oddziałami operacyjnymi, strzegąc granic, w szczególności na wschodzie, gdzie były najbardziej zagrożone, jednocześnie prowadząc doraźne walki. Hetmani polni odpowiadali za wywiad, rozpoznanie i prowadzenie doraźnych walk (np. z Kozakami lub Tatarami). W trakcie bitwy pod zwierzchnictwem hetmana wielkiego dowodzili mniej prestiżowym lewym skrzydłem, a w razie jego braku przejmowali dowództwo.
Hetman polny litewski podlegał hetmanowi wielkiemu litewskiemu. Stanowiska obu hetmanów (polnego i wielkiego) istniały niezależnie dla Korony i Litwy.
| Rok objęcia urzędu | Rok złożenia urzędu lub śmierci | Osoba                                    |
| ------------------ | ------------------------------- | ---------------------------------------- |
| 1521               | 1531                            | Jerzy Radziwiłł (hetman wielki litewski) |
| 1531               | 1536                            | vacat                                    |
| 1536               | 1541                            | Andrzej Jakubowicz Niemirowicz           |
| 1541               | 1553                            | vacat                                    |
| 1553               | 1561                            | vacat                                    |
| 1561               | 1566                            | Grzegorz Chodkiewicz                     |
| 1566               | 1569                            | vacat                                    |
| 1569               | 1571                            | Roman Sanguszko                          |
| 1571               | 1572                            | vacat                                    |
| 1572               | 1589                            | Krzysztof Radziwiłł Piorun               |
| 1589               | 1600                            | vacat                                    |
| 1600               | 1605                            | Jan Karol Chodkiewicz                    |
| 1605               | 1615                            | vacat                                    |
| 1615               | 1635                            | Krzysztof Radziwiłł                      |
| 1635               | 1646                            | Janusz Kiszka                            |
| 1646               | 1654                            | Janusz Radziwiłł                         |
| 1654               | 1662                            | Wincenty Aleksander Gosiewski            |
| 1662               | 1663                            | vacat                                    |
| 1663               | 1667                            | Michał Kazimierz Pac                     |
| 1667               | 1668                            | Władysław Wołłowicz                      |
| 1668               | 1680                            | Michał Kazimierz Radziwiłł               |
| 1680               | 1681                            | vacat                                    |
| 1681               | 1682                            | Kazimierz Jan Sapieha                    |
| 1682               | 1684                            | Jan Jacek Ogiński                        |
| 1684               | 1685                            | vacat                                    |
| 1685               | 1701                            | Józef Bogusław Słuszka                   |
| 1701               | 1702                            | vacat                                    |
| 1702               | 1703                            | Michał Serwacy Wiśniowiecki              |
| 1703               | 1707                            | Grzegorz Antoni Ogiński                  |
| 1707               | 1709                            | Michał Serwacy Wiśniowiecki ponownie     |
| 1709               | 1709                            | Ludwik Konstanty Pociej                  |
| 1709               | 1728                            | Stanisław Ernest Denhoff                 |
| 1710               | 1711                            | Jerzy Hieronim Kryszpin-Kirszensztein    |
| 1728               | 1735                            | vacat                                    |
| 1735               | 1744                            | Michał Kazimierz Radziwiłł Rybeńko       |
| 1744               | 1762                            | Michał Józef Massalski                   |
| 1762               | 1775                            | Aleksander Michał Sapieha                |
| 1775               | 1780                            | Józef Sylwester Sosnowski                |
| 1780               | 1791                            | Ludwik Tyszkiewicz                       |
| 1791               | 1792                            | vacat                                    |
| 1792               | 1793                            | Szymon Marcin Kossakowski                |
| 1793               | 1794                            | Józef Zabiełło                           |